# Chlosyne melitaeoides
Chlosyne melitaeoides är en fjärilsart som beskrevs av Felder 1867. Chlosyne melitaeoides ingår i släktet Chlosyne och familjen praktfjärilar. Inga underarter finns listade i Catalogue of Life.